# Fédération tunisienne des sports équestres
La Fédération tunisienne des sports équestres (FTSE) est l'organisme de gestion, de promotion et de développement des disciplines équestres en Tunisie. Elle concourt également à la sélection des chevaux de sport et de loisirs.
La FTSE est membre de la Fédération équestre internationale et du Comité national olympique tunisien.

## Historique
En 1964, la Fédération tunisienne des sports équestres et de tir est fondée par le ministère des Sports pour encourager les pratiques sportives sur tout le territoire par l'intermédiaire de clubs, non seulement dans le cadre militaire mais aussi civil.
En 2009, les activités de tirs se séparent des activités équestres et la FTSE est constituée sous sa forme actuelle.

## Activités
En 2020, 27 000 chevaux sont recensés dans le pays. 
Les activités de la FTSE se concentrent sur les disciplines de concours de saut d'obstacles, d'endurance et de cross-country, mais encouragent aussi le dressage et accompagnent le développement du tourisme équestre ou d'activités avec des poneys.
De plus, élément typiquement nord-africain, la fédération rassemble aussi les pratiquants de fantasia en connexion directe avec la maîtrise équestre militaire traditionnelle du XIXe siècle perpétuant des traditions berbères antiques millénaires et des traditions arabes de cavalerie militaire.
Le siège de la FTSE se situe à La Soukra dans la banlieue Nord de Tunis, adjacent à un terrain de huit hectares comportant un hippodrome et de nombreux équipements consacrés à la pratique équestre.
La FTSE touche une quote-part sur les paris hippiques en Tunisie.

## Direction
La FTSE est successivement dirigée par Habib Ben Ammar, Slaheddine Baly, le général Mohamed Saïd El Kateb, le colonel-major Abdelaziz El Oueslati, le colonel Mohamed El Ouerghi, le colonel Mustapha Hachicha, le colonel-major Azmi Mahjoub, puis à nouveau le général El Kateb de 2000 à 2011.
Depuis 2021, le président est le colonel Hatem Marnaoui,.